# فرنتس آنتالوویچ
فرنتس آنتالوویچ (مجاری: Ferenc Antalovics؛ زادهٔ ۹ ژوئیهٔ ۱۹۵۳) وزنه‌بردار اهل مجارستان بود.